# 2006年世界房車錦標賽英國站
2006年世界房車錦標賽英國站是2006年度世界房車錦標賽的第三站賽事，正式比賽在2006年5月21日於英格蘭Brands Hatch上舉行。這是歷來第二次在英國舉行賽事。第一回合由西亞車隊的伊雲·梅拿勝出，第二回合由雪佛蘭車隊的文尼勝出。